# Sabine Doff

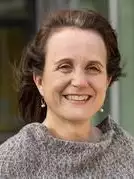
Sabine Doff (2019)

Sabine Oda Doff (* 1972) ist eine deutsche Anglistin und Fachdidaktikerin.

## Leben
Sabine Oda Doff studierte Anglistik, Germanistik und Philosophie in München und Glasgow (M.A. und 1. Staatsexamen für das Lehramt an Gymnasien) und promovierte nach dem 2. Staatsexamen an der LMU München. Von 2005 bis 2009 war sie Professorin für Didaktik und Sprachlehrforschung am Institut für England- und Amerikastudien der Goethe-Universität in Frankfurt am Main. Nach der Habilitation 2007 an der LMU München wechselte sie 2009 als Professorin für Fremdsprachendidaktik Englisch an die Universität Bremen. Dort war sie von 2015 bis 2021 die Wissenschaftliche Direktorin im Zentrum für Lehrerinnen-/Lehrerbildung und Bildungsforschung, seit 2016 leitet sie die Qualitätsoffensive Lehrerbildung (Projekt „Schnittstellen gestalten“) am Standort Bremen. In dem Kontext implementierte sie die duale Promotion für Lehrkräfte an der Universität Bremen, welches die Promotion und das Referendariat kombiniert.

## Schriften (Auswahl)
- Englischlernen zwischen Tradition und Innovation. Fremdsprachenunterricht für Mädchen im 19. Jahrhundert. München 2002, ISBN 3-526-50844-5.
- mit Leah P. Macfadyen und Jörg Roche: Communicating across cultures in cyberspace. A bibliographical review of intercultural communication online. Münster 2004, ISBN 3-8258-7613-6.
- mit Friederike Klippel: Englischdidaktik. Praxishandbuch für die Sekundarstufe I und II. Berlin 2007, ISBN 3-589-22172-0.
- Englischdidaktik in der BRD 1949–1989. Konzeptuelle Genese einer Wissenschaft im Dialog von Theorie und Praxis. Berlin 2008, ISBN 978-3-526-50861-8.

## Auszeichnungen
- 2022: Berninghausenpreis der Universität Bremen, Kategorie: Studierendenpreis[3]